# South Hero
South Hero är en kommun (town) i Grand Isle County i delstaten Vermont, USA. Vid folkräkningen år 2010 bodde 1 631 personer på orten. Den har enligt United States Census Bureau en area på totalt 123 km², varav 83,9 km² är vatten. 